# Музеј примењене уметности у Будимпешти
47° 29′ 10″ С; 19° 04′ 06″ И / 47.486111° С; 19.068333° И
Музеј примењене уметности (мађ. Iparművészeti Múzeum) је музеј у Будимпешти, Мађарска. То је трећи најстарији музеј примењене уметности на свету.

## Архитектура
Музеј је изграђен између 1893. и 1896. године, а дизајнирао га је Еден Лехнер у стилу мађарске сецесије. Има зелени кров, а унутрашњост је дизајнирана користећи хиндуистички, могулски и исламски дизајн. Објекат је потребно реновирати, за шта су урађени планови. Сада је у реновирању.

## Колекција
У музеју се налази колекција металних предмета, намештаја, текстила и стакла. Има и библиотеку. Постоје још две локације: Музеј источне азијске уметности Хоп Ференц и палата Нагитетени.
Музеј се налази близу јужног краја Великог булевара у насељу Ференцварош и до њега се може доћи метро линијом 3.

## Галерија
- Атријум
- Поглед на музеј из ваздуха
- Детаљ фасаде
- Детаљ плафона
- Детаљ крова
- Скулптура Lantern на крову